# Рагуба
Рагуба — гігантське нафтогазове родовище у Лівії.

## Загальна інформація
Родовище виявили у 1961 році. Поклади нафти виявились пов'язаними з вапняками та пісковиками верхньокрейдових формацій Бахі та Вафа, що налягають прямо на палеозойську кембрій-ордовицьку пісковикову формацію Гаргаф.
Покрівля продуктивного пласта залягає на глибині 1545 метрів, а його товщина досягає 213 метрів. Пористість нафтонасичених структур коливається від 15 % до 28 %, проникність коливається від 100 до 200 мілідарсі.

## Розробка
Родовище ввели в розробку у 1963-му, при цьому вилученню нафти сприяв природний приплив води в підошву покладу.
Видачу продукції організували через нафтопровід Рагуба – Нассер-Марса-Брега. Згодом організували монетизацію супутнього газу з його поставками по газопроводу Рагуба – Нассер-Марса-Брега.
Станом на 1981 рік накопичений видобуток становив 545 млн барелів, а на кінець 2005-го досягнув 787 млн барелів нафти та 24 млрд м3 газу.
У 2014-му видобуток з родовища становив 6,6 млн барелів, а в 2018-му з Рагуб отримали 1,82 млн барелів. У 2023-му повідомлялось, що завдяки комплексу заходів вдалось досягнути видобутку на рівні у 13,3 тисячі барелів на добу.